# Mistrzostwa Azji w Piłce Siatkowej Kobiet 1997
IX Mistrzostwa Azji w piłce siatkowej kobiet odbyły się w 1997 roku w Manili na Filipinach. W mistrzostwach wystartowało 9 reprezentacji. Mistrzem została reprezentacja Chin – po raz siódmy w historii. W mistrzostwach nie zadebiutowała żadna reprezentacja.

## Klasyfikacja końcowa
| Miejsce | Reprezentacja    |
| ------- | ---------------- |
|         | Chiny            |
|         | Korea Południowa |
|         | Japonia          |
| 4.      | Chińskie Tajpej  |
| 5.      | Tajlandia        |
| 6.      | Uzbekistan       |
| 7.      | Australia        |
| 8.      | Filipiny         |
| 9.      | Hongkong         |